# Voo VASP 141
O voo VASP 141 foi um voo regular da empresa Viação Aérea São Paulo (VASP) e ligava Recife a São Paulo, através de escalas em Aracaju, Salvador, Vitória e Rio de Janeiro. No dia 4 de setembro de 1964, um avião Vickers Viscount realizando essa rota chocou-se com o Pico da Caledônia, matando todos os seus 39 ocupantes.

## Aeronave
Após a aquisição do Lóide Aéreo Nacional, a VASP passaria a voar para 75 cidades de 22 estados e o Distrito Federal. A frota do Lóide era composta por 47 aeronaves à pistão sendo 33 Curtiss C-46 Commando, 10 Douglas DC-4 e 4 Douglas DC-6. A maior parte dessa frota era antiga e precisava ser substituída. Além disso, a VASP tinha naquele momento uma frota composta por 7 tipos de aeronaves, o que encarecia a manutenção.
Para substituir parte dessa frota, a empresa paulista iria adquirir 10 Vickers Viscount 701, operados desde 1955 pela empresa britânica BEA. Essas aeronaves seriam registradas como PP-SRI,PP-SRJ, PP-SRL, PP-SRM, PP-SRN, PP-SRO, PP-SRP, PP-SRQ, PP-SRR e PP-SRS e se juntariam aos 5 Viscount modelo 800 adquiridos em 1958. O Viscount operaria na VASP até 1969 quando seria retirado de serviço.
O avião destruído no Voo 141 tinha sido fabricado em 1955 pela Vickers-Armstrongs (número de construção 66) e seria entregue a British European Airways (BEA) em 24 de maio de 1955. Após sete anos de operação,a aeronave seria vendida para a VASP, onde chegaria no dia 25 de junho de 1963, tendo sido registrado como PP-SRR. Até a época do acidente possuía 17165 horas de voo.

## Acidente
Ao decolar do aeroporto dos Guararapes, Recife, na manhã de 4 de setembro de 1964, o Vickers Vicount 701C, prefixo PP-SRR iniciou o voo VASP 141 Recife - São Paulo, com escalas em Aracaju, Salvador, Vitória e Rio de Janeiro, transportando 34 passageiros e 5 tripulantes. Após um voo sem ocorrências entre Recife, Aracaju e Salvador, a tripulação do Viscount solicitou mudança de altitude na aerovia V1, nas proximidades de Caravelas, Bahia, de 13 mil pés para 6 mil pés, sem explicar o porque dessa mudança. Porém a mesma não foi efetuada por conta de problemas de comunicação entre o controle de voo de Salvador e a aeronave, que prosseguiria por 13 mil pés até as proximidades de Vitória..
Depois do pouso em Vitória, a aeronave foi revisada e preparada para a próxima escala no Rio de Janeiro. Após a decolagem, o Viscount se elevou a 6 mil pés e continuou seguindo pela aerovia V1, onde deveria bloquear os radiofaróis de Campos, Macaé e Rio Bonito até chegar a área do Controle de Aproximação do Rio onde bloquearia o último radiofarol (Quebec), localizado na Ilha dos Ferros para então iniciar os procedimentos de pouso no aeroporto Santos Dumont..
Por motivos ignorados, o Viscount se afastou cerca de 43 quilômetros da aerovia V1 e sobrevoou Nova Friburgo ao invés de Rio Bonito, onde por volta das 16h34 min se chocou contra o lado oeste do Pico da Caledônia. O choque violento desintegrou o Viscount e matou todos os seus ocupantes de forma instantânea. O acidente foi comunicado às autoridades várias horas depois, de forma que, as primeiras equipes de resgate chegaram aos local dos destroços na madrugada do dia 5.. Ao chegarem ao local já encontraram sinais de saqueamento. A violência do impacto do Viscount com o pico da Caledônia foi tamanha, que apenas oito corpos puderam ser recolhidos inteiros, embora estivessem bastante mutilados. enquanto que dos demais foram encontrados apenas pedaços não identificados..

## Consequências
O inquérito sobre o acidente foi prejudicado pelo estado dos destroços, de forma que a causa do acidente nunca foi descoberta. A comissão investigadora chegou apenas à seguinte conclusão sobre o acidente: Colisão com obstáculo localizado 35 km da direita da rota por razões indeterminadas. .
Desde a sua chegada ao país, o Viscount sofria problemas para se adaptar ao clima local. Por conta disso, seu rádio-compasso (ADF) sofria panes frequentes que poderiam comprometer a navegação e a segurança de voo. Outro indício de que havia um problema de ordem técnica no Viscount foi o fato da tripulação optar por voar a 6 mil pés entre Vitória e o Rio de Janeiro ao invés dos habituais 12 mil pés. O Viscount era uma aeronave pressurizada e podia voar até o teto de 25 mil pés, acima das nuvens. No caso de problemas de pressurização, a aeronave voaria a 6 mil pés para evitar turbulência, desviando-se da rota original. Por conta do mau tempo enfrentado, poderia ter confundido Nova Friburgo com Rio Bonito.
No entanto, na falta de evidências (por conta do violento impacto que destruiu completamente a aeronave), essas hipóteses nunca puderam ser confirmadas..